# Medaglia per le madri dei caduti
La medaglia per le madri dei caduti fu istituita dal Regno d'Italia per la prima guerra mondiale, poi estesa ai successivi conflitti e riconfermata anche dalla Repubblica Italiana per la seconda guerra mondiale.

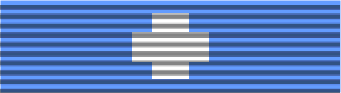
Nastrino della Medaglia per le Madri dei Caduti di Dogali (1887)

Un analogo riconoscimento era già stato istituito nel 1887, la medaglia per le madri dei caduti di Dogali.

## Distintivo d'onore per le madri dei caduti in guerra
Il distintivo d'onore per le madri dei caduti in guerra è una distinzione onorifica di guerra istituita dal Regno d'Italia con Regio decreto n. 800 del 1919 come attestazione della gratitudine della patria alle madri italiane che avevano perso uno o più figli durante la prima guerra mondiale.
Al distintivo avevano diritto sia le madri legittime sia quelle naturali che avevano riconosciuto il figliolo caduto, ma solo se risultava in maniera indubitabile che il militare era caduto in combattimento o in seguito a ferite riportate in combattimento.
Era concesso dal Ministero della guerra o della marina, secondo che il militare caduto facesse parte dell'armata di terra o di mare.
La distinzione consisteva in una medaglia che, secondo il provvedimento istitutivo, avrebbe dovuto essere fusa nel bronzo dei cannoni tolti al nemico.

### Africa Orientale 1935-1936
Con decreto del Duce del 28 settembre 1938 il riconoscimento fu esteso alla Campagna d'Africa. 

### Campagna di Spagna
Con lo stesso decreto del Duce del 28 settembre 1938 il riconoscimento fu esteso alla Campagna di Spagna. 

### Spedizione in Albania
Con gli articoli n. 1 e 3 del Regio decreto n. 683 del 1940 le disposizioni riguardanti la medaglia di gratitudine alle madri furono rese applicabili al personale del Corpo di spedizione in Albania, della Regia marina a bordo o a terra dislocato in Albania, della Regia aeronautica mobilitato per la speciale esigenza ed inoltre ai militarizzati e ai civili al seguito delle truppe che, nel periodo compreso fra il 7 aprile (data d'imbarco) e il 16 aprile 1939 (data di assunzione della corona d'Albania da parte di Vittorio Emanuele III), mentre partecipavano alla spedizione in Albania erano caduti in combattimento o periti in seguito a ferite causate da mezzi di offesa o di difesa in dipendenza della spedizione stessa.
Il conferimento era effettuato dal ministero di appartenenza del militare caduto, ovvero guerra, marina, aeronautica e colonie.

### Guerra 1940/43
Il riconoscimento fu esteso alla Campagna 1940-43 e rinominato medaglia di gratitudine nazionale per le madri dei Caduti con decreto interministeriale n. 75 del 10 gennaio 1943. 

## Seconda Guerra mondiale
Con il D.P.R. n. 1672 del 23 ottobre 1956 la Repubblica Italiana estese il conferimento della medaglia di gratitudine nazionale per le madri dei caduti istituita con il Regio decreto n. 800 del 1919 anche alle madri dei militari, militarizzati ed assimilati che, durante la guerra 1940-45, erano caduti sul campo, rimasti dispersi in azioni di guerra, scomparsi in mare, deceduti in seguito a ferite o lesioni prodotte da mezzi bellici durante lo svolgimento di operazioni di guerra.
La medaglia poteva essere conferita anche per la guerra di liberazione, alle madri:
- dei caduti in azioni partigiane, o per ferite contratte in azioni partigiane, o per malattia contratta in servizio partigiano;
- degli assassinati dai nazi-fascisti perché prigionieri politici, quali ostaggi, o per rappresaglia;
- dei prigionieri politici morti per i maltrattamenti subiti in carcere od in campo di concentramento[4].

L'autorizzazione a fregiarsi della medaglia era concessa dal Ministero della difesa; avverso i provvedimenti di negata concessione era ammesso reclamo.
La normativa del 1919 e del 1956 è stata abrogata nel 2010.

## Insegne

### Medaglia
La medaglia è stata disegnata da G. Prini, ha un diametro di 32 mm. e reca:
sul diritto
in basso una figura di soldato caduto, ignudo, che riceve una corona d'alloro da una figura femminile in volo (la Gloria) in atto di baciarlo,
ai suoi piedi una seconda figura femminile (la madre) in atteggiamento dolente,
sul rovescioun verso di Gabriele D'Annunzio: «IL FIGLIO/CHE TI NACQUE/DAL DOLORE/TI RINASCE "O BEATA"/NELLA GLORIA/E IL VIVO EROE/"PIENA DI GRAZIA"/È TECO» su otto righe, tra rametti d'alloro.
La medaglia era accompagnata da un diploma.

#### Varianti
Ne esistono diverse varianti prodotte da industrie private, alcune di queste mostrano, sotto il braccio sinistro del caduto, il nome del modellista "G. PRINI - MOD." ed il nome del fabbricante: Sacchini, S. Johnson oppure Lorioli e Castelli.
Il modello del 1956 per la guerra 1940/45 fu coniata dalla Zecca, le raffigurazioni sono uguali a quelle del 1919 ma leggermente più grandi perché manca la cornice che, nella medaglia più antica, forma in alto la cambretta passanastro.

### Nastro
Il nastro grigio-verde, largo 37 mm., prevedeva inizialmente (circolare ministeriale n. 534 del 10 ottobre 1919) solo "una bandiera nazionale nel mezzo", ricamata, poi sostituita con una fascia tricolore verticale, al centro.

### Barrette
Una circolare ministeriale del 23 marzo 1921 stabilì che ogni figlio caduto veniva rappresentato da un numero equivalente di coroncine in bronzo sul nastro.